# Grand Prix Belgii 2009
Wyniki Grand Prix Belgii, dwunastej rundy Mistrzostw Świata Formuły 1 w sezonie 2009.

## Wyniki

### Sesje treningowe
| Sesja | Nr | Kierowca       | Konstruktor      | Czas     | Okr. |
| ----- | -- | -------------- | ---------------- | -------- | ---- |
| 1     | 9  | Jarno Trulli   | Toyota           | 1:49.675 | 13   |
| 2     | 1  | Lewis Hamilton | McLaren-Mercedes | 1:47.201 | 29   |
| 3     | 6  | Nick Heidfeld  | BMW Sauber       | 1:45.388 | 17   |

### Kwalifikacje
| 1 | 21 | Giancarlo Fisichella | Force India-Mercedes | 1:45.102 | 1:44.667 | 1:46.308 |
| 2 | 9 | Jarno Trulli         | Toyota               | 1:45.140 | 1:44.503 | 1:46.395 |
| 3 | 6 | Nick Heidfeld        | BMW Sauber           | 1:45.566 | 1:44.709 | 1:46.500 |
| 4 | 23 | Rubens Barrichello   | Brawn-Mercedes       | 1:45.237 | 1:44.834 | 1:46.513 |
| 5 | 5 | Robert Kubica        | BMW Sauber           | 1:45.655 | 1:44.557 | 1:46.586 |
| 6 | 4 | Kimi Räikkönen       | Ferrari              | 1:45.579 | 1:44.953 | 1:46.633 |
| 7 | 10 | Timo Glock           | Toyota               | 1:45.450 | 1:44.877 | 1:46.677 |
| 8 | 15 | Sebastian Vettel     | Red Bull-Renault     | 1:45.372 | 1:44.592 | 1:46.761 |
| 9 | 14 | Mark Webber          | Red Bull-Renault     | 1:45.350 | 1:44.924 | 1:46.788 |
| 10 | 16 | Nico Rosberg         | Williams-Toyota      | 1:45.486 | 1:45.047 | 1:47.362 |
| 11 | 20 | Adrian Sutil         | Force India-Mercedes | 1:45.239 | 1:45.119 | -        |
| 12 | 1 | Lewis Hamilton       | McLaren-Mercedes     | 1:45.767 | 1:45.122 | -        |
| 13 | 7 | Fernando Alonso      | Renault              | 1:45.707 | 1:45.136 | -        |
| 14 | 22 | Jenson Button        | Brawn-Mercedes       | 1:45.761 | 1:45.251 | -        |
| 15 | 2 | Heikki Kovalainen    | McLaren-Mercedes     | 1:45.705 | 1:45.259 | -        |
| 16 | 12 | Sébastien Buemi      | Toro Rosso-Ferrari   | 1:45.951 | -        | -        |
| 17 | 11 | Jaime Alguersuari    | Toro Rosso-Ferrari   | 1:46.032 | -        | -        |
| 18 | 17 | Kazuki Nakajima      | Williams-Toyota      | 1:46.307 | -        | -        |
| 19 | 8 | Romain Grosjean      | Renault              | 1:46.359 | -        | -        |
| 20 | 3 | Luca Badoer          | Ferrari              | 1:46.957 | -        | -        |
| Poz. | Nr | Kierowca             | Konstruktor          | Q1       | Q2       | Q3       |
| \| Legenda \| Legenda \| \| ---------------- \| -------------------------------------------------------------------------------------------------------------------------------------------------------------------------------------------------------- \| \| Poz. Nr Q1 Q2 Q3 \| Pozycja zajęta w sesji kwalifikacyjnej Numer startowy kierowcy Wynik uzyskany w pierwszej części kwalifikacji Wynik uzyskany w drugiej części kwalifikacji Wynik uzyskany w trzeciej części kwalifikacji \| | |                      |                      |          |          |          |
| Legenda | |                      |                      |          |          |          |
| Poz. Nr Q1 Q2 Q3 | Pozycja zajęta w sesji kwalifikacyjnej Numer startowy kierowcy Wynik uzyskany w pierwszej części kwalifikacji Wynik uzyskany w drugiej części kwalifikacji Wynik uzyskany w trzeciej części kwalifikacji |                      |                      |          |          |          |

### Wyścig

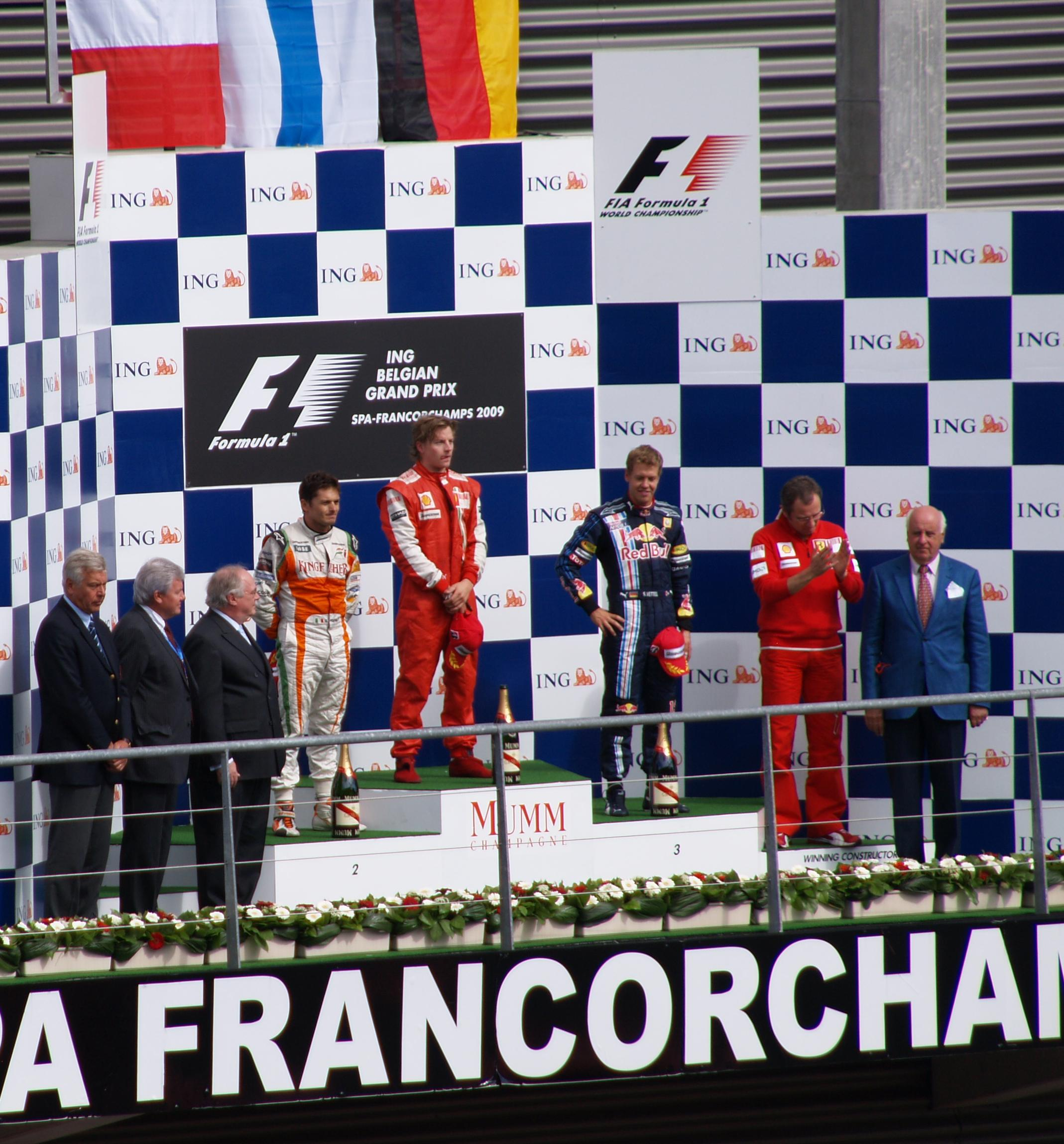
Giancarlo Fisichella, Kimi Räikkönen, Sebastian Vettel i Stefano Domenicali na podium po wyścigu

| P                 | + / –     | Nr | Kierowca             | Konstruktor          | Okr. | Czas / Strata | Komentarz          |
| ----------------- | --------- | -- | -------------------- | -------------------- | ---- | ------------- | ------------------ |
| 1                 | 5         | 4  | Kimi Räikkönen       | Ferrari              | 44   | 1h23:50.995   |                    |
| 2                 | 1         | 21 | Giancarlo Fisichella | Force India-Mercedes | 44   | +0:00.939     |                    |
| 3                 | 5         | 15 | Sebastian Vettel     | Red Bull-Renault     | 44   | +0:03.875     |                    |
| 4                 | 1         | 5  | Robert Kubica        | BMW Sauber           | 44   | +0:09.966     |                    |
| 5                 | 2         | 6  | Nick Heidfeld        | BMW Sauber           | 44   | +0:11.276     |                    |
| 6                 | 9         | 2  | Heikki Kovalainen    | McLaren-Mercedes     | 44   | +0:32.763     |                    |
| 7                 | 3         | 23 | Rubens Barrichello   | Brawn-Mercedes       | 44   | +0:35.461     |                    |
| 8                 | 2         | 16 | Nico Rosberg         | Williams-Toyota      | 44   | +0:36.208     |                    |
| 9                 | Bez zmian | 14 | Mark Webber          | Red Bull-Renault     | 44   | +0:36.959     |                    |
| 10                | 3         | 10 | Timo Glock           | Toyota               | 44   | +0:41.490     |                    |
| 11                | Bez zmian | 20 | Adrian Sutil         | Force India-Mercedes | 44   | +0:42.636     |                    |
| 12                | 4         | 12 | Sébastien Buemi      | Toro Rosso-Ferrari   | 44   | +0:46.106     |                    |
| 13                | 5         | 17 | Kazuki Nakajima      | Williams-Toyota      | 44   | +0:54.241     |                    |
| 14                | 6         | 3  | Luca Badoer          | Ferrari              | 44   | +1:38.177     |                    |
| Niesklasyfikowani |           |    |                      |                      |      |               |                    |
|                   |           | 7  | Fernando Alonso      | Renault              | 26   |               | koło               |
|                   |           | 9  | Jarno Trulli         | Toyota               | 21   |               | hamulce            |
|                   |           | 22 | Jenson Button        | Brawn-Mercedes       | 0    |               | kolizja na starcie |
|                   |           | 8  | Romain Grosjean      | Renault              | 0    |               | kolizja na starcie |
|                   |           | 1  | Lewis Hamilton       | McLaren-Mercedes     | 0    |               | kolizja na starcie |
|                   |           | 11 | Jaime Alguersuari    | Toro Rosso-Ferrari   | 0    |               | kolizja na starcie |
| P                 | + / –     | Nr | Kierowca             | Konstruktor          | Okr. | Czas / Strata | Komentarz          |

### Najszybsze okrążenie
| Nr | Kierowca         | Konstruktor      | Czas     | Okr. |
| -- | ---------------- | ---------------- | -------- | ---- |
| 15 | Sebastian Vettel | Red Bull-Renault | 1:47.263 | 38   |

## Lista startowa
| Nr | Kierowca             | Zespół                       | Samochód          | Silnik               | Opony |
| -- | -------------------- | ---------------------------- | ----------------- | -------------------- | ----- |
| 1  | Lewis Hamilton       | Vodafone McLaren Mercedes    | McLaren MP4-24    | Mercedes-Benz FO108W | B     |
| 2  | Heikki Kovalainen    | Vodafone McLaren Mercedes    | McLaren MP4-24    | Mercedes-Benz FO108W | B     |
| 3  | Luca Badoer          | Scuderia Marlboro Ferrari    | Ferrari F60       | Ferrari 056          | B     |
| 4  | Kimi Räikkönen       | Scuderia Marlboro Ferrari    | Ferrari F60       | Ferrari 056          | B     |
| 5  | Robert Kubica        | BMW Sauber F1 Team           | BMW F1.09         | BMW P86/9            | B     |
| 6  | Nick Heidfeld        | BMW Sauber F1 Team           | BMW F1.09         | BMW P86/9            | B     |
| 7  | Fernando Alonso      | ING Renault F1 Team          | Renault R29       | Renault RS27-2009    | B     |
| 8  | Romain Grosjean      | ING Renault F1 Team          | Renault R29       | Renault RS27-2009    | B     |
| 9  | Jarno Trulli         | Panasonic Toyota Racing      | Toyota TF109      | Toyota RVX-09        | B     |
| 10 | Timo Glock           | Panasonic Toyota Racing      | Toyota TF109      | Toyota RVX-09        | B     |
| 11 | Jaime Alguersuari    | Scuderia Toro Rosso          | Toro Rosso STR04  | Ferrari 056          | B     |
| 12 | Sébastien Buemi      | Scuderia Toro Rosso          | Toro Rosso STR04  | Ferrari 056          | B     |
| 14 | Mark Webber          | Red Bull Racing              | Red Bull RB5      | Renault RS27-2009    | B     |
| 15 | Sebastian Vettel     | Red Bull Racing              | Red Bull RB5      | Renault RS27-2009    | B     |
| 16 | Nico Rosberg         | AT&T WilliamsF1 Team         | Williams FW31     | Toyota RVX-09        | B     |
| 17 | Kazuki Nakajima      | AT&T WilliamsF1 Team         | Williams FW31     | Toyota RVX-09        | B     |
| 20 | Adrian Sutil         | Force India Formula One Team | Force India VJM02 | Mercedes-Benz FO108W | B     |
| 21 | Giancarlo Fisichella | Force India Formula One Team | Force India VJM02 | Mercedes-Benz FO108W | B     |
| 22 | Jenson Button        | Brawn GP Formula One Team    | Brawn BGP 001     | Mercedes-Benz FO108W | B     |
| 23 | Rubens Barrichello   | Brawn GP Formula One Team    | Brawn BGP 001     | Mercedes-Benz FO108W | B     |
| Nr | Kierowca             | Zespół                       | Samochód          | Silnik               | Opony |

## Klasyfikacja po wyścigu

### Kierowcy
| P  | +/− | Kierowca             | Starty | Punkty | P1 | P2 | P3 | PP | NO | NS |
| -- | --- | -------------------- | ------ | ------ | -- | -- | -- | -- | -- | -- |
| 1  | 0   | Jenson Button        | 12     | 72     | 6  | -  | 1  | 4  | 2  | 1  |
| 2  | 0   | Rubens Barrichello   | 12     | 56     | 1  | 3  | 1  | -  | 2  | 1  |
| 3  | +1  | Sebastian Vettel     | 12     | 53     | 2  | 2  | 2  | 3  | 2  | 3  |
| 4  | −1  | Mark Webber          | 12     | 51,5   | 1  | 3  | 2  | 1  | 1  | -  |
| 5  | +2  | Kimi Räikkönen       | 12     | 34     | 1  | 1  | 2  | -  | -  | 2  |
| 6  | −1  | Nico Rosberg         | 12     | 30,5   | -  | -  | -  | -  | 1  | -  |
| 7  | −1  | Lewis Hamilton       | 12     | 27     | 1  | 1  | -  | 1  | -  | 1  |
| 8  | 0   | Jarno Trulli         | 12     | 22,5   | -  | -  | 2  | 1  | 1  | 3  |
| 9  | 0   | Felipe Massa         | 9      | 22     | -  | -  | 1  | -  | 1  | 2  |
| 10 | +2  | Heikki Kovalainen    | 12     | 17     | -  | -  | -  | -  | -  | 5  |
| 11 | −1  | Timo Glock           | 12     | 16     | -  | -  | 1  | -  | 1  | -  |
| 12 | −1  | Fernando Alonso      | 12     | 16     | -  | -  | -  | 1  | 1  | 2  |
| 13 | 0   | Nick Heidfeld        | 12     | 10     | -  | 1  | -  | -  | -  | -  |
| 14 | +3  | Giancarlo Fisichella | 12     | 8      | -  | 1  | -  | 1  | -  | 1  |
| 15 | −1  | Robert Kubica        | 12     | 8      | -  | -  | -  | -  | -  | 2  |
| 16 | −1  | Sébastien Buemi      | 12     | 3      | -  | -  | -  | -  | -  | 3  |
| 17 | −1  | Sébastien Bourdais   | 9      | 2      | -  | -  | -  | -  | -  | 3  |
| 18 | 0   | Adrian Sutil         | 12     | -      | -  | -  | -  | -  | -  | 2  |
| 19 | 0   | Kazuki Nakajima      | 12     | -      | -  | -  | -  | -  | -  | 3  |
| 20 | 0   | Nelson Piquet Jr.    | 10     | -      | -  | -  | -  | -  | -  | 2  |
| 21 | +2  | Luca Badoer          | 2      | -      | -  | -  | -  | -  | -  | -  |
| 22 | −1  | Jaime Alguersuari    | 3      | -      | -  | -  | -  | -  | -  | 1  |
| 23 | −1  | Romain Grosjean      | 2      | -      | -  | -  | -  | -  | -  | 1  |
| P  | +/− | Kierowca             | Starty | Punkty | P1 | P2 | P3 | PP | NO | NS |

### Konstruktorzy
| P  | +/− | Konstruktor          | Starty | Punkty | P1 | P2 | P3 | PP | NO | NS |
| -- | --- | -------------------- | ------ | ------ | -- | -- | -- | -- | -- | -- |
| 1  | 0   | Brawn-Mercedes       | 24     | 128    | 7  | 3  | 2  | 4  | 4  | 2  |
| 2  | 0   | Red Bull-Renault     | 24     | 104,5  | 3  | 5  | 4  | 4  | 3  | 3  |
| 3  | 0   | Ferrari              | 23     | 56     | 1  | 1  | 3  | -  | 1  | 4  |
| 4  | 0   | McLaren-Mercedes     | 24     | 44     | 1  | 1  | -  | 1  | -  | 6  |
| 5  | 0   | Toyota               | 24     | 38,5   | -  | -  | 3  | 1  | 2  | 3  |
| 6  | 0   | Williams-Toyota      | 24     | 30,5   | -  | -  | -  | -  | 1  | 3  |
| 7  | +1  | BMW Sauber           | 24     | 18     | -  | 1  | -  | -  | -  | 2  |
| 8  | −1  | Renault              | 24     | 16     | -  | -  | -  | 1  | 1  | 5  |
| 9  | +1  | Force India-Mercedes | 24     | 8      | -  | 1  | -  | 1  | -  | 3  |
| 10 | −1  | Toro Rosso-Ferrari   | 24     | 5      | -  | -  | -  | -  | -  | 7  |
| P  | +/− | Konstruktor          | Starty | Punkty | P1 | P2 | P3 | PP | NO | NS |

## Prowadzenie w wyścigu
| Nr                              | Kierowca             | Okrążenia          | Suma |
| ------------------------------- | -------------------- | ------------------ | ---- |
| 4                               | Kimi Räikkönen       | 5-14, 18-31, 36-44 | 33   |
| 15                              | Sebastian Vettel     | 15-16, 32-35       | 6    |
| 21                              | Giancarlo Fisichella | 1-4                | 4    |
| 16                              | Nico Rosberg         | 17                 | 1    |
| \| Wykres \| \| ------ \| \| \| |                      |                    |      |
| Wykres                          |                      |                    |      |
|                                 |                      |                    |      |